# 스프라이트 (음료)
스프라이트(Sprite)는 미국의 코카콜라 컴퍼니에서 생산하고 있는 카페인이 없는 무색 투명의 착향 음료이다. 1961년에 미국에 도입되었다. 1929년에 "Lithiated Lemon"로 시작한 세븐업이 인기를 끌자 이에 응한 결정이었다. 초록색이나 파란색의 용기, 또는 초록색의 투명한 병에 용액이 담겨 나오며, "초록색과 파란색의 레이블"이 붙어 있다. 중국어권에서는 쒜비(중국어: 雪碧)라고 불린다.

## 역사
독일에서 출시된 음료로서 환타 Klare Zitrone("깨끗한 레몬 환타")가 기원인 스프라이트는 1961년에 미국에 도입하여 세븐업과 경쟁하기에 이르렀다. 스프라이트가 선을 보인지 여러 해가 지난 1980년대에, 코카콜라사는 세븐업을 유통하였던 대형 병 제조회사에게 경쟁사 제품을 코카콜라 제품으로 바꾸도록 압박을 주었다. 코카콜라의 영향력이 커짐에 따라, 스프라이트는 마침내 1989년에 무색 투명 음료 시장에서 선두 자리에 오르게 되었다.

### 일본에서의 스프라이트
일본은 한국보다 22년 앞선 1970년에 처음으로 출시되었으며 1988년에는 디자인을 리뉴얼시킨 제품으로 뒤를 이어서 생산하였던 것으로 드러나고 있다. 그러나 일본에서 시판되는 스프라이트 중 PET는 500ml 제품을 470ml로 대체된 것 외에도, 160ml 캔도 물론 생산중이며, 스프라이트 제로도 존재한다.

### 대한민국에서의 스프라이트
1992년 초기 도입 당시부터 스프라이트는 한국의 칠성사이다와 코카콜라음료의 자체 브랜드인 킨사이다의 영향력으로 인해 큰 인기를 얻지 못하고 시중에서도 쉽게 구할 수는 없었으나 2011년부터 TV광고를 통해 인지도를 올리는 등 2012년 이후부터 흔히 볼 수 있게 되었다. 그리고 2017년부터는 킨사이다까지 브랜드를 덧붙여 두 제품 모두 스프라이트 브랜드를 사용하게 된다.

## 제품
- 스프라이트 제로(1974년)
- 스프라이트 리믹스
- 스프라이트 아이스
- 스프라이트 듀오
- 스프라이트 온 파이어
- 스프라이트 슈퍼 레몬
- 스프라이트 드라이 레몬
- 스프라이트 레몬 라임 허브
- 스프라이트 3G
- 스프라이트 리차지
- 치노토
- 스프라이트 수퍼 칠드
- 스프라이트 그린(2008년)

## 사진

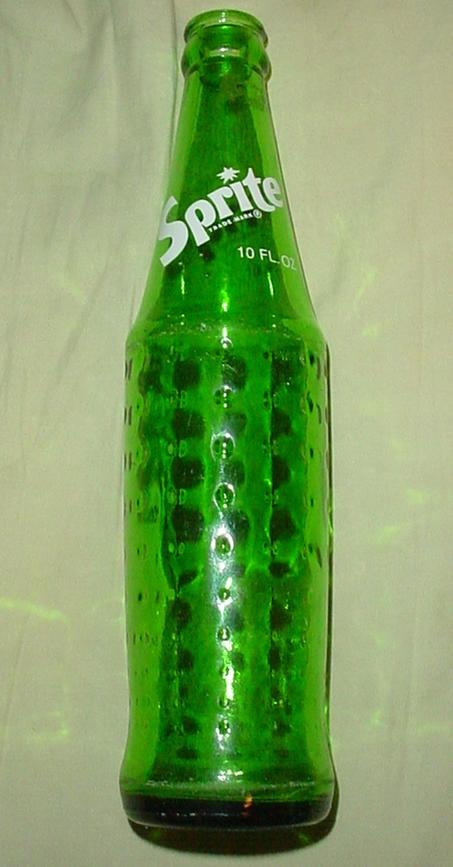
초록색의 스프라이트 유리병.
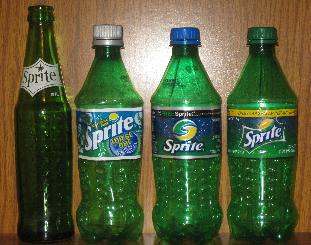
다양하게 구성된 스프라이트 보틀들이며 왼쪽은 유리병, 나머지는 PET병이다.
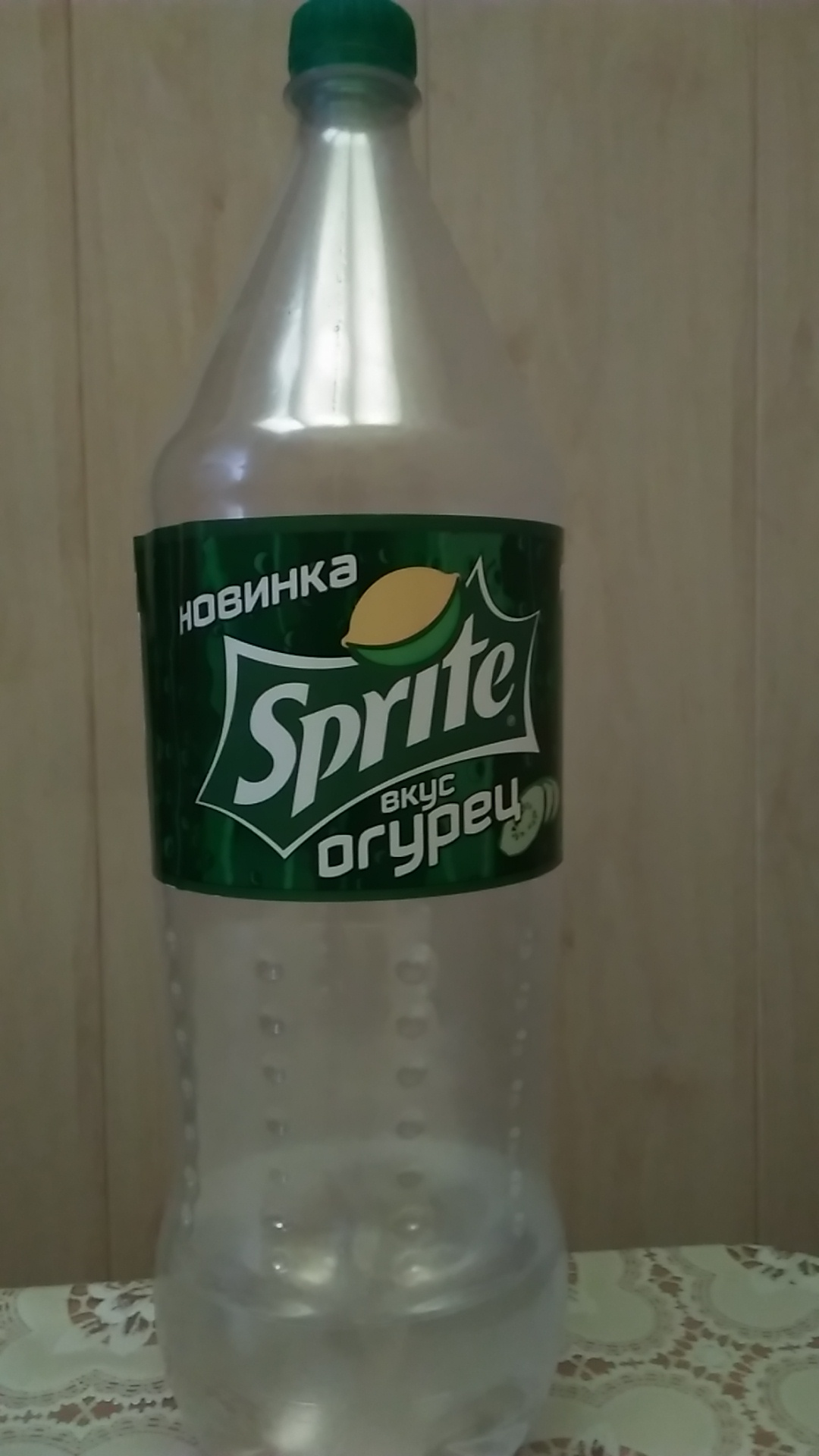
러시아의 스프라이트 병
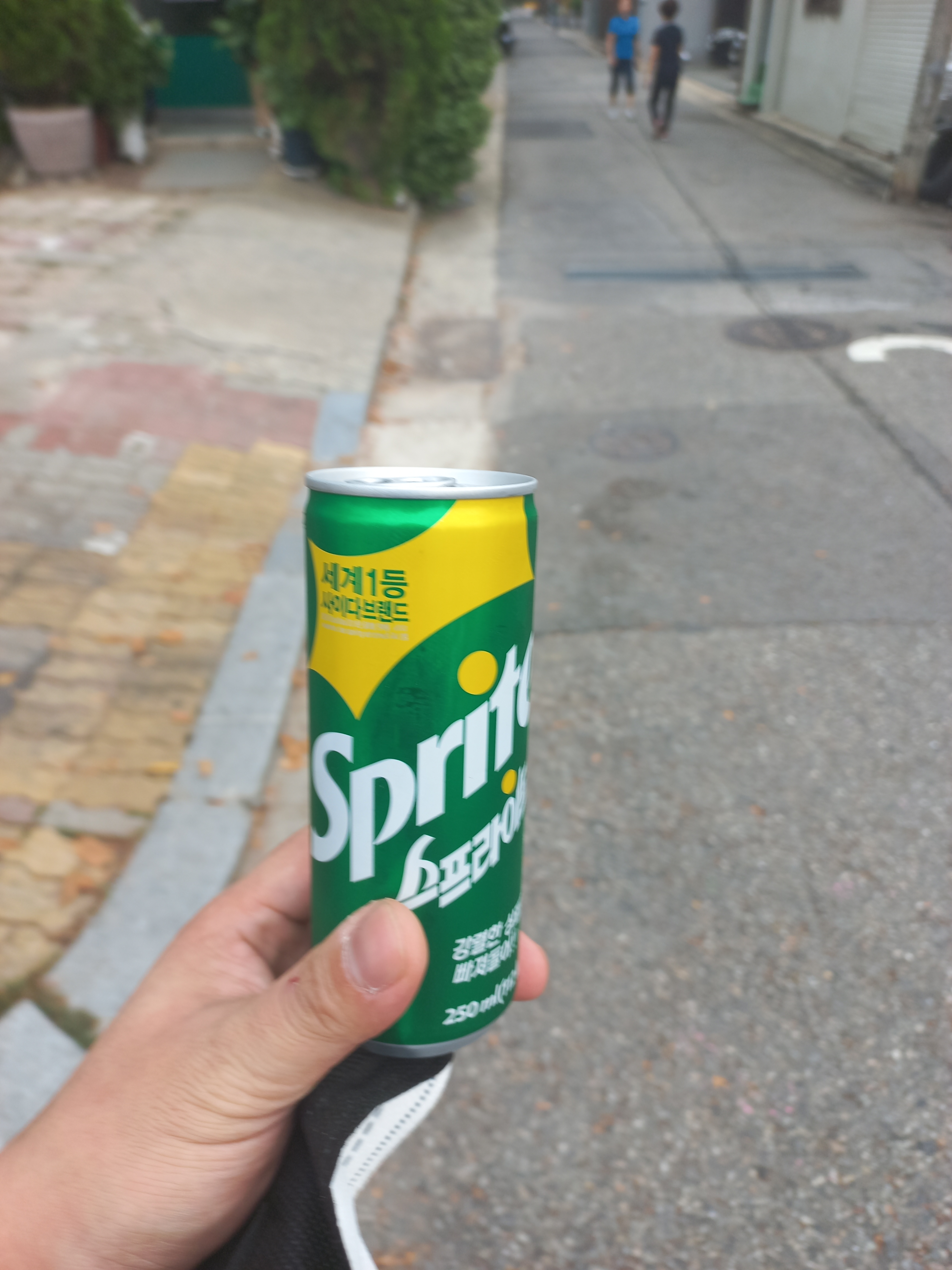
스프라이트 캔

## 같이 보기
- 청량 음료
- 코카콜라
- 세븐업
- 킨사이다
- 칠성사이다
- 천연사이다